# Benjamin Essel
Benjamin Essel (* 16. Februar 1995 in Accra) ist ein ghanaischer Fußballspieler.

## Karriere
Essel begann seine Karriere in Italien beim FC Modena. Zur Saison 2013/14 wechselte er leihweise für zwei Jahre zum Viertligisten ASD Real Formigine. In der Saison 2014/15 kam er zu 16 Einsätzen für Formigine in der Serie D. Zur Saison 2015/16 kehrte er nicht mehr nach Modena zurück, sondern wechselte nach Malta zum Erstligisten Sliema Wanderers. Für Sliema kam er in jener Saison zu 14 Einsätzen in der Maltese Premier League.
Zur Saison 2016/17 wechselte der Außenverteidiger zum Zweitligisten Marsa FC. In zwei Spielzeiten in Marsa kam er zu 33 Einsätzen in der First Division, in denen er ein Tor erzielte. Nach der Saison 2017/18 verließ er den Verein. Nach mehreren Monaten ohne Klub schloss Essel sich im November 2018 dem Ligakonkurrenten Naxxar Lions an. In zwei Spielzeiten in Naxxar kam er zu 35 Einsätzen in der zweithöchsten maltesischen Spielklasse. Nach der Saison 2019/20 verließ er die Lions. Nach mehreren Monaten ohne neuen Verein kehrte er im November 2020 allerdings wieder nach Naxxar zurück. Bis zum Abbruch der Saison 2020/21 kam er allerdings nur zu einem weiteren Einsatz für den Klub.
Zur Saison 2021/22 verließ Essel die Mittelmeerinsel nach sechs Jahren und wechselte zum österreichischen Regionalligisten FC Mauerwerk. Für die Wiener kam er zu 15 Einsätzen in der Regionalliga Ost. Zur Saison 2022/23 kehrte er nach Italien zurück und wechselte zum Viertligisten US Corticella.